# Катакомбы Домитиллы
Катакомбы Домитиллы (итал. Catacombe di Domitilla) — самые большие катакомбы Рима. Над катакомбами расположена базилика Санти-Нерео-э-Акиллео (IV век).
Катакомбы расположены на территории семейного захоронения, которое принадлежало семье Флавиев. Возможно участок принадлежал Флавии Домитилле, внучке императора Веспасиана, которая вместе с мужем консулом Титом Флавием Климентом подверглась мученической смерти за веру во время гонения на христиан при императоре Домициане.

## История
Первоначально на участке возникли колумбарии (хранилища урн с прахом), а под землёй галерея с нишами для саркофагов (отдельные крипты датируются I веком). Во II веке территория расширилась и стала христианским захоронением. В III—IV веках были расширены до 4 этажей (каждый до 5 м в высоту) и превратились в самое обширное подземное захоронение Рима.
В катакомбах Домитиллы сохранились великолепные фрески из всех периодов катакомбной живописи: Даниил во рву со львами, Дева Мария на троне, волхвы (здесь их число увеличено до четырёх), Христос и апостолы, а также светские темы (сцены на рынке) и раннехристианские символы (рыба, ягненок, якорь, голубь). Здесь же находится древнейшее изображение Христа в виде Доброго пастыря.